# Choroba lasu Kyasanur
Choroba lasu Kyasanur (ang. Kyasanur forest disease) – choroba wirusowa ludzi występująca w indyjskim stanie Karnataka, głównie w okręgu Shivamogga (dawniej Shimoga) i regionie Kanara. Obserwuje się 400-500 przypadków rocznie.

## Etiologia
Choroba lasu Kyasanur wywoływana jest przez wyizolowanego w 1957 roku wirusa KFDV (Kyasanur forest disease virus) z rodziny Flaviviridae. Choroba przenoszona jest przez kleszcze (głównie Haemaphysalis spinigera).
Rezerwuarem wirusa są głównie małe gryzonie, ale mogą być nimi także ryjówki, nietoperze i małpy.
Człowiek może zarazić się drogą odkleszczową albo poprzez bezpośredni kontakt z chorym zwierzęciem. Nie dochodzi do transmisji wirusa pomiędzy ludźmi.

## Objawy i przebieg
Po 3-8 dniach inkubacji pojawiają się gorączka, ból głowy, bóle mięśni, dolegliwości żołądkowe i towarzyszące im objawy odwodnienia. Często występuje bradykardia i zapalenie spojówek. Po 1-2 tygodniach część pacjentów wraca do pełni zdrowia, ale mogą też wystąpić zaburzenia ze strony ośrodkowego układu nerwowego - dość często łagodne zapalenia opon mózgowo-rdzeniowych, rzadko śpiączka.
Śmiertelność w przebiegu zakażenia ocenia się na 3% do 5% przypadków.

## Diagnostyka
Rozpoznanie potwierdza się izolując wirusa z próbki krwi albo oznaczając testem ELISA.

## Leczenia
Leczenie objawowe, przyczynowe nie jest znane. Szczepionki nie opracowano.